# Bolostromus riveti
Bolostromus riveti là một loài nhện trong họ Cyrtaucheniidae. Loài này phân bố ờ Ecuador.